# Vito Maria Giovenazzi
Vito Maria Giovenazzi (20 février 1727 à Castellaneta, Italie - 26 juin 1805 à Rome) est un jésuite, archéologue et philologue italien.

## Biographie
Vito Maria Giovenazzi naquit le 20 février 1727 à Castellaneta dans la Pouille, d’une famille patricienne. Ayant embrassé jeune la règle de St-Ignace, il fut envoyé par ses supérieurs au grand collège de Naples, l’un des principaux établissements de la société ; et il y professa successivement la philosophie, la théologie, la littérature ancienne, et la langue grecque. Après la suppression de la Compagnie de Jésus il se rendit à Rome, précédé de la plus brillante réputation, et fut aussitôt pourvu d’une des principales chaires de l’université ; il consacra les loisirs que lui laissait cette place à la culture des lettres. Porté par son caractère à la mélancolie, il sortait rarement de sa chambre, et ne recevait qu’un petit nombre de personnes qui partageaient ses goûts studieux. Il entretenait une correspondance littéraire avec ses anciens confrères, les Pères Zaccaria, Mazzolari, Cunich, Morcelli, etc. qui lui communiquaient leurs doutes et auxquels il s’empressait d’adresser le résultat de ses recherches ; mais toutes les instances de ses amis ne purent le décider à mettre au jour les travaux qu’il avait terminés, ne les jugeant pas encore assez parfaits pour être offerts au public. Ce modeste savant mourut à Rome le 26 juin 1805.

## Œuvres

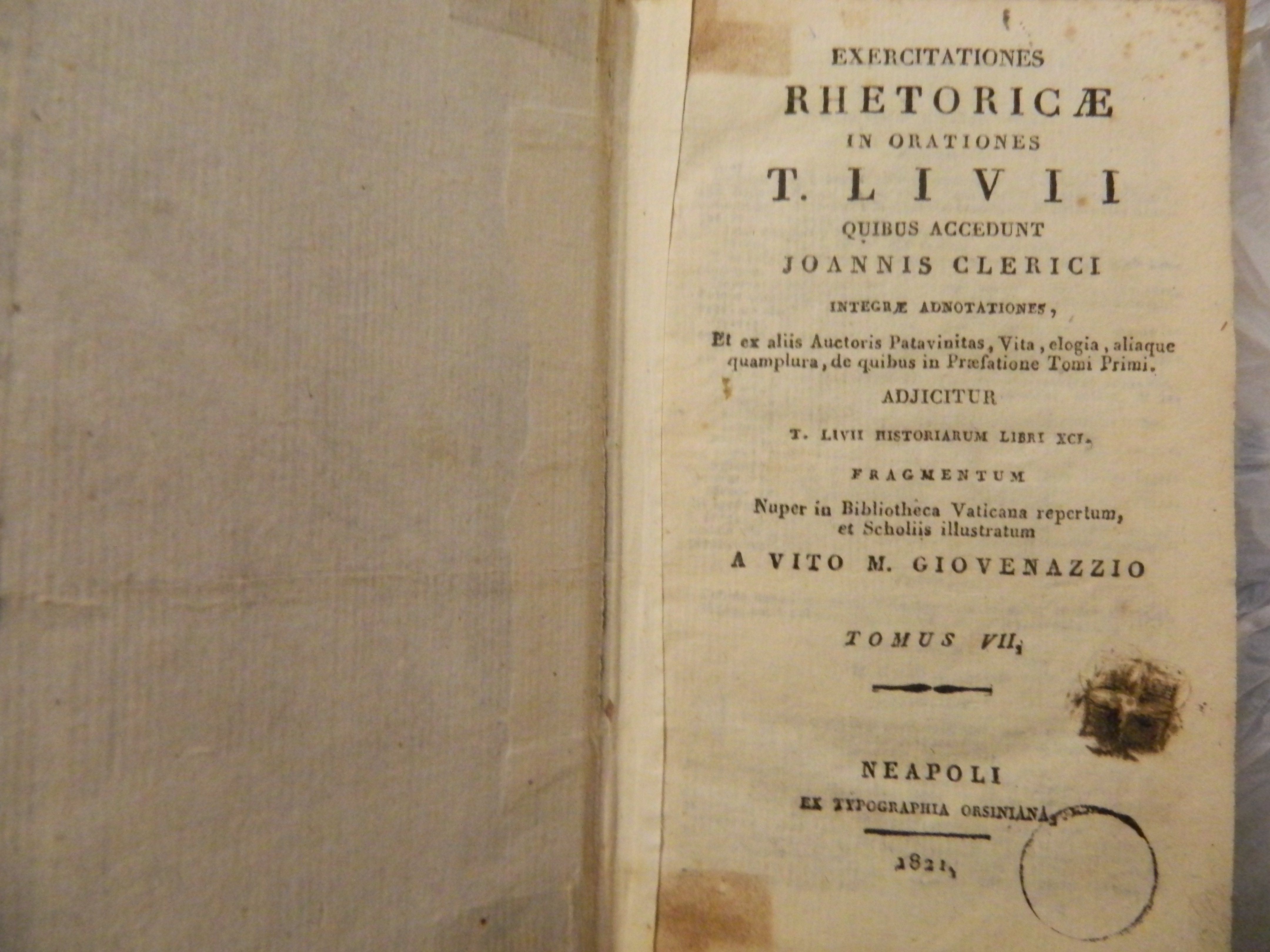
Exercitationes Rhetoricae In Orationes T. Livii... Adjicitur T. Livii Historiarum Libri XCI. Fragmentum nuper in Bibliotheca Vaticana repertum et Scholiis illustratum a Vito M. Giovenazzio (1821)

- Titi Livii historiarum libri XCI fragmentum ἀνέκδοτον ; descriptum et recognitum, Rome, 1773, in-4°. Ce fragment, qu’il avait découvert dans un manuscrit palimpseste de la Bibliothèque vaticane, est relatif à la guerre de Sertorius. Il a été publié par Francesco Cancellieri qui joignit aux notes de Giovenazzi celles de Paul Jakob Bruns, philologue allemand, lequel partagea avec Giovenazzi l’honneur de cette découverte.
- Dissertazione sulla città di Aveja ne’ Vestini, ibid., 1773, in-4°. Cette pièce est assez rare. Outre de nombreuses corrections d’anciens auteurs, elle contient vingt-trois inscriptions inédites.
- Poematum libellus, Naples, 1786, in-8°. C’est le recueil de quelques épitres adressées par l’auteur à ses amis. L’éditeur y a réuni plusieurs pièces inédites d’Onorato Fascitelli, et d’autres poètes latins du 16e siècle.

Parmi les nombreux ouvrages qu’il a laissés manuscrits on cite des commentaires sur Phèdre et sur Catulle, sur les Œuvres de St-Paulin, sur le Commonitorium de Vincent de Lérins sur les Inscriptions consacrées à Auguste, et enfin sur tous les poètes chrétiens, dont il préparait une édition qu’il aurait rendue facilement très supérieure à toutes celles que nous avons.